# Валёк (река)
Валёк — река в окрестностях Норильска, правый приток реки Норильской.

## Происхождение названия
Своё название река получила в результате экспедиции Н. Н. Урванцева по названию нового вида рыбы, обнаруженного здесь:
По вечерам к нам приходят «гостевать», попить чайку с сушками наши пастухи. Расспрашиваем, какие речки впадают в Норильскую. Костя нам рассказал, что кроме Листвянки и Еловой в неё впадает ещё речка, в которой ловится круглый, как валёк, сиг. Его рыбаки так и зовут вальком … По нему и речку назвал Валёк. Сейчас против неё стоит посёлок Валёк.

## Основные данные
Длина реки — 69 км. Площадь бассейна — 410 км².
Исток Валька находится в районе одноимённого хребта и первую часть пути протекает по горному району. В начале Норильской долины Валёк сливается с рекой Верхний Валёк, а несколькими километрами ниже по течению — с Нижним Вальком. Далее Валёк протекает по заболоченной Норильской долине, где русло становится чрезвычайно извилистым. В среднем течении по руслу реки проходит административная граница между Таймырским районом и Норильским городским округом.
В верхнем течении дно реки каменистое, галечное, а вода прозрачная. Ниже по течению по берегам Валька находятся постоянно осыпающиеся песчаные обрывы, поэтому в равнинной части дно песчаное, а вода становится мутной. Скорость течения воды в русле в районе устья 0,4 м/с (согласно официальным картографическим материалам).
Бассейн реки расположен севернее полярного круга в зоне тундр и лесотундр, распространённой вечной мерзлоты. Питание реки смешанное — снеговое и дождевое. Замерзает в конце сентября, вскрывается в июне. Вскрытие реки ледоходное, глубина промерзания — 1 метр и более.
В районе впадения Валька в Норильскую находится аэропорт Валёк, одноимённый нежилой посёлок и закрытый ныне профилакторий.

## Туризм
Сплав по Вальку является традиционным туристским маршрутом. По Вальку сплавляются на байдарках, катамаранах, надувных лодках. В начале маршрута скорость течения превышает 10 км/ч, присутствуют шиверы и другие препятствия. Характерным является наличие «расчёсок» — завалившихся в сторону русла стволов деревьев. В нижней части течение становится медленным и предполагает постоянное использование вёсел. Весь путь до низовьев Валька (или — часто — до автомобильного моста через Норильскую) занимает два дня.